# Rankinecykel

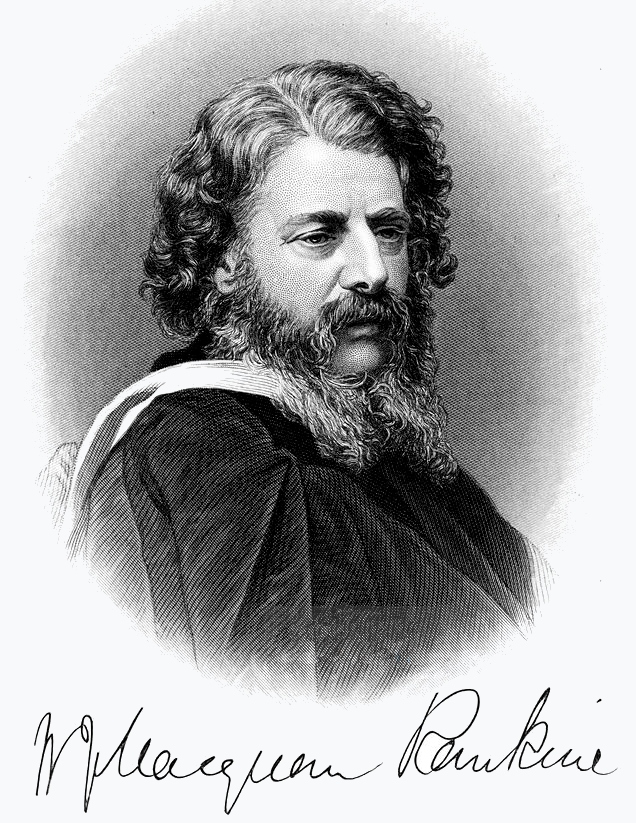
Rankinecykeln är uppkallad efter den skotske fysikern William John Macquorn Rankine.

Rankinecykeln, eller ångkraftcykeln, är en termodynamisk cykel som omvandlar värme till arbete. Värme tillförs externt till ett slutet kretssystem som oftast använder vatten som arbetsmedium. Ångkraftcykler av den här typen är mycket vanliga vid elproduktion runt om i världen och kan drivas av bland annat solvärme, kärnkraft eller förbränning av biomassa, olja eller kol. Cykeln är uppkallad efter William John Macquorn Rankine, en skotsk fysiker och ingenjör. Rankinecykeln är grunden för den teoretiska förståelsen för ångmaskiner.

## Beskrivning

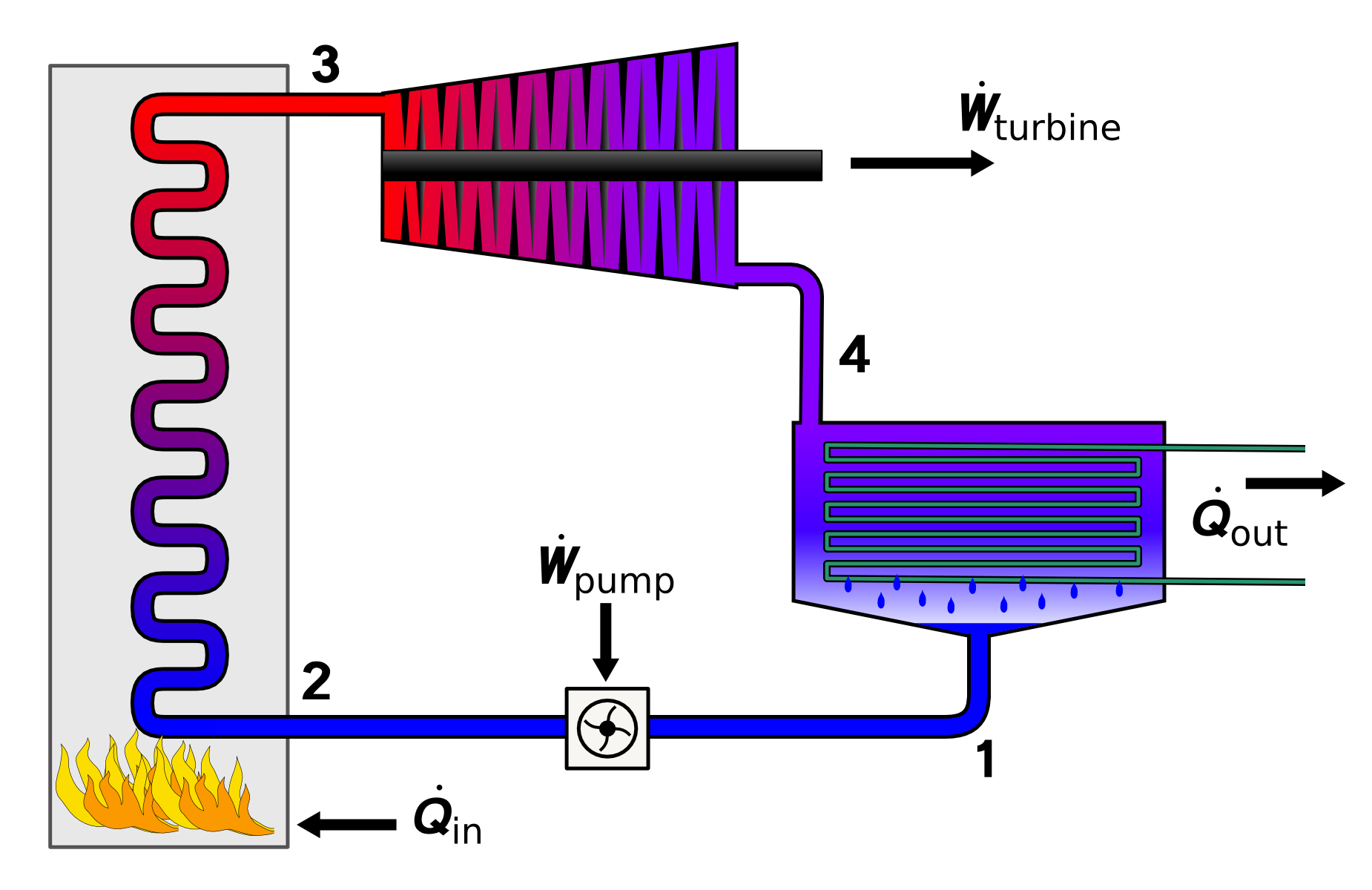
Skiss över de fyra huvudsakliga komponenterna i en rankinecykel.

Rankinecykeln är en modell av en ångdriven kraftprocess som vanligtvis används i värmekraftverk. Vanliga värmekällor för kraftverk som arbetar utifrån rankinecykeln är förbränning av kol, naturgas, biomassa och olja, samt kärnkraft. Används en effektiv turbin finns det många likheter mellan rankinecykeln och den ideala carnotcykeln. Den huvudsakliga skillnaden är att tillförsel av värme i ångpannan och bortförsel av värme i kondensorn sker vid konstant temperatur (isoterm process) i carnotcykeln och vid konstant tryck i rankinecykeln (isobar process).
I rankinecykeln används en pump för att trycksätta arbetsmediet från kondensorn. Det trycksatta arbetsmediet pumpas genom en ångpanna där det förångas och eventuellt överhettas. Ångan expanderas sedan genom ett eller flera turbinsteg där elektricitet genereras. Vätske-/ångblandningen efter turbinen kondenseras till mättad vätska och cykeln är sluten. All den elektricitet som krävs för att driva pumpen går förlorad, likaså den förångningsenergi som tillförs arbetsmediet i ångpannan. All förångningsenergi går förlorad i form av värme då kondensorn kondenserar ångan från turbinen. Anledningen till att cykeln trots denna förlust innefattar kondensering är att det krävs betydligt mindre elektricitet att cirkulera arbetsmediet i form av vätska med hjälp av en pump än vad som skulle krävas för att cirkulera ånga med hjälp av en kompressor.
Effektiviteten hos en rankinecykel begränsas vanligtvis av arbetsmediet och materialegenskaper hos cykelns komponenter. För att undvika superkritisk nivå för trycket hos arbetsmediet begränsas temperaturspannet i rankinecykeln kraftigt; temperaturen vid turbiningången är sällan över 565 °C (krypgränsen för rostfritt stål) och kondenseringstemperaturen ligger vanligtvis kring 30 °C. Detta ger en teoretisk carnotverkningsgrad på cirka 63 procent jämfört med ett modernt koleldat kondenskraftverk där elverkningsgraden är ~40 procent.
Arbetsmediet i rankinecykeln följer en sluten cykel och återcirkuleras ständigt. Den vattendimma som kan ses stiga från kyltornen vid kondenskraftverk härstammar från kylsystemet, vilket kyler arbetsmediet i kondensorn, och har alltså inte sitt ursprung i den slutna kraftcykeln. Kyltornet drivs av det latenta ångbildningsvärmet hos den kylande fluiden. De vita rökmoln som kan ses stiga från kyltorn är inte vattenånga utan ett fuktigt luftflöde som uppkommer på grund av draget i kyltornet.

## Processer

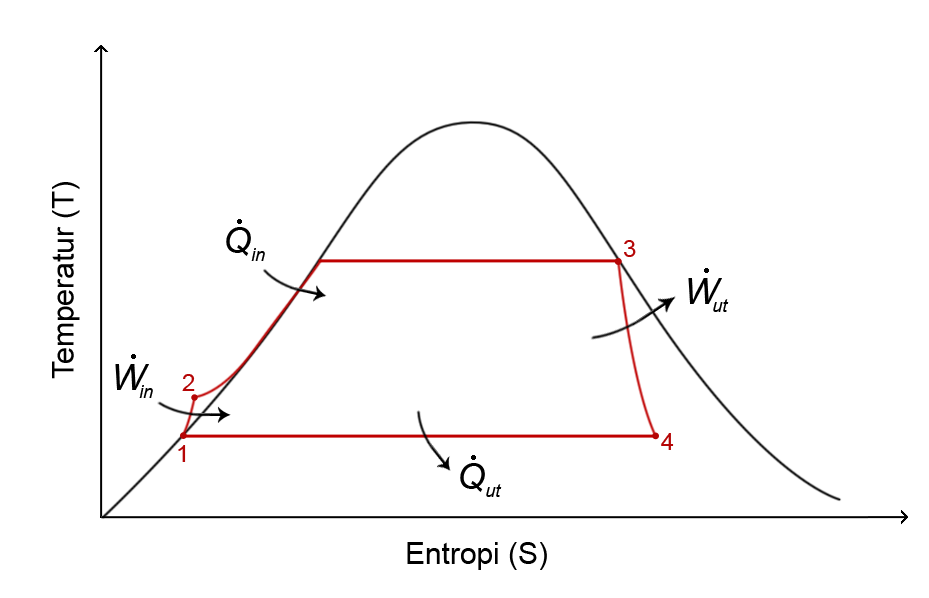
TS-diagram för en typisk rankinecykel.

Rankinecykeln utgörs av fyra processer, dessa anges i enlighet med numreringen i diagrammet till höger.
- Process 1-2: Elektricitet tillförs pumpen, vilken höjer trycket hos arbetsmediet. I förhållande till den mängd elektricitet som produceras i turbinen är den elektricitet som tillförs pumpen endast en bråkdel.
- Process 2-3: I ångpannan värms vattnet vid konstant tryck till torr mättad ånga.
- Process 3-4: Den mättade ångan expanderas genom en turbin och genererar elektricitet. Detta minskar såväl trycket som temperaturen hos ångan och viss kondensering äger rum.
- Process 4-1: I kondensorn kondenseras den våta ångan vid konstant tryck.

I en ideal rankinecykel arbetar såväl pumpen som turbinen isentropiskt, det vill säga vid konstant entropi, vilket skulle maximera det producerade nettoarbetet. Processerna 1-2 och 3-4 skulle i detta fall representeras av raka vertikala streck i TS-diagrammet och rankinecykeln påminner då till viss del om carnotcykeln.

## Verklig rankinecykel och överhettning

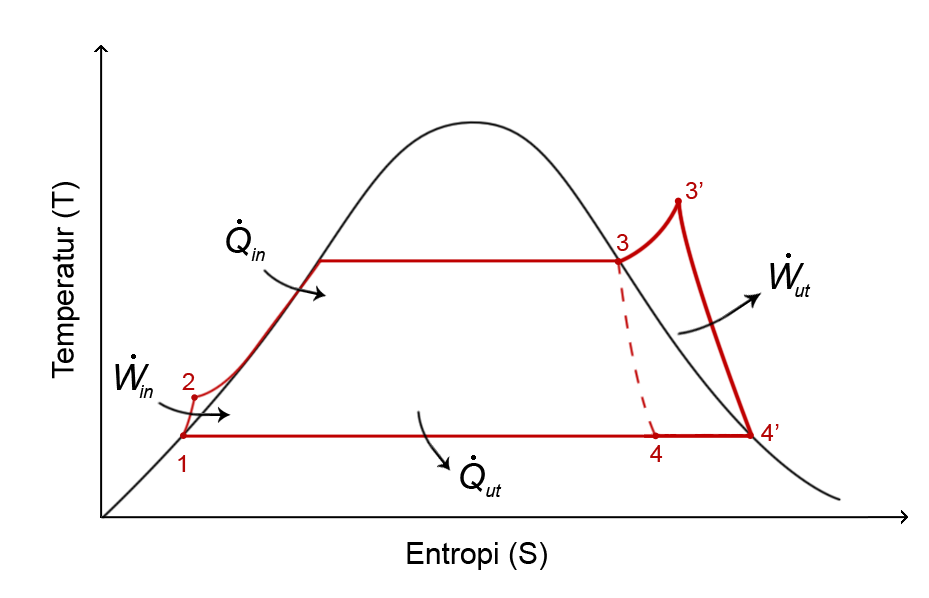
Rankinecykel med överhettning.

I en verklig rankinecykel är kompressionen i pumpen och expansionen i turbinen inte isentropa. Med andra ord är dessa processer irreversibla och entropin ökar i bägge. Detta ökar mängden elektricitet som måste tillföras pumpen och minskar det arbete som kan tas ut ur turbinen.
Ångturbinens effektivitet begränsas i praktiken av bildandet av vattendroppar under expansionssteget. Då ångan kondenseras träffar vattendropparna turbinbladen i höga hastigheter vilket sliter på turbinen och leder till korrosion, vilket minskar verkningsgraden. Det enklaste sättet att undvika detta problem är att överhetta ångan. I TS-diagrammet ovan är tillstånd 3 beläget ovanför ett blandfasområde bestående av våt ånga. Genom att överhetta ångan förskjuts tillstånd 3 till höger i diagrammet vilket ger en torrare ånga efter expansion.

## Varianter

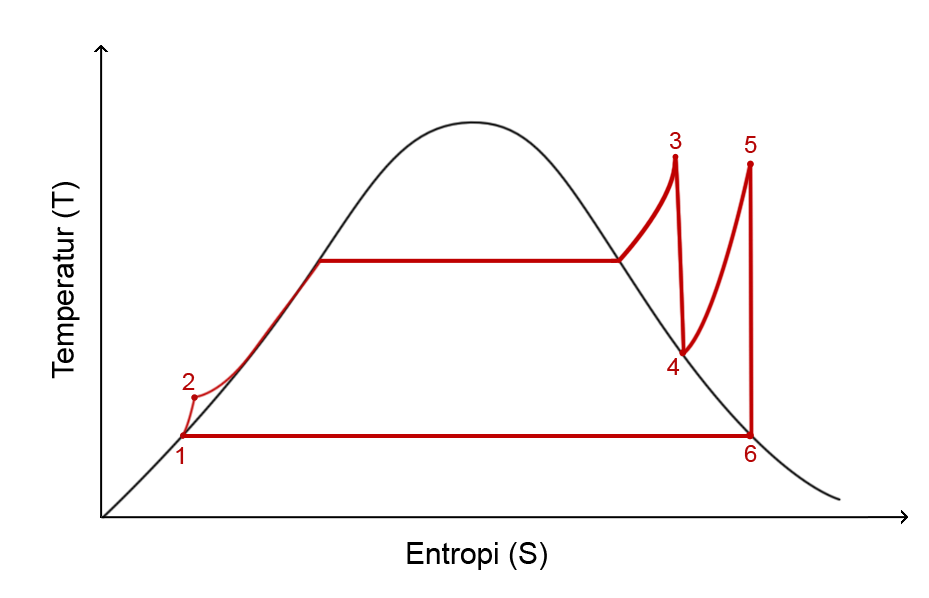
Rankinecykel med mellanöverhettning. Högtrycksturbinen expanderar ånga mellan punkt 3 och 4, ångan överhettas sedan mellan 4 och 5, varefter den återigen expanderas genom en lågtrycksturbin mellan 5 och 6.

### Mellanöverhettning
För att förbättra den termiska verkningsgraden hos den ursprungliga rankinecykel införs ibland ytterligare ett turbinsteg, så kallad mellanöverhettning. Vid mellanöverhettning sker expansion i två turbiner, den första turbinen arbetar vid högt trycksatt ånga från ångpannan. Istället för att kondensera ångan efter det första turbinsteget återhettas ångan i pannan vid lägre tryck och expanderas därefter i en lågtrycksturbin. En av fördelarna med mellanöverhettning är att det lägre trycket motverkar kondensering under expansionen, vilket allvarligt kan skada turbinbladen. Detta förbättrar verkningsgraden hos rankinecykeln eftersom större mängder värme tillförs vid högre temperatur.

### Matarvattenförvärmning

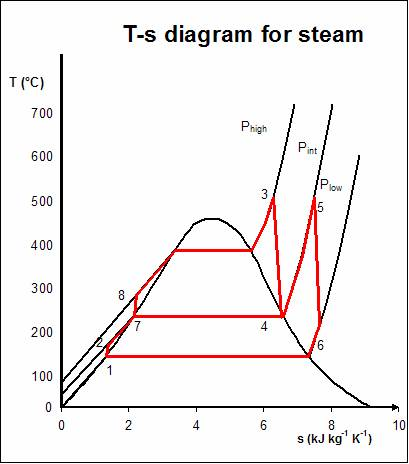
Rankinecykel med matarvattenförvärmning och mellanöverhettning.

Vid matarvattensförvärmning avtappas och blandas vattenånga från cykelns varma del med det lågtempererade (möjligen underkylda) matarvattnet från kondensorn. I diagrammet visas hur underkylt matarvattnet vid punkt 2 blandas med mättad ånga från punkt 4 (båda vid samma tryck), vilket ger mättad vätska vid punkt 7. Matarvattenförvärmning tillämpas till stor del i verkliga kraftverk.
I en annan variant av förvärmning används avtappningsångan mellan de två turbinstegen för att värma upp matarvattnet från kondensorn med hjälp av en tubvärmeväxlare. I dessa system blandas inte ånga och matarvatten vid värmeväxling.
Förvärmning ökar medeltemperaturen för värmetillförsel till arbetsmediet genom ångpannan, vilket höjer cykelns verkningsgrad. Det går även att använda flera förvärmarsteg, där varje steg ytterligare förbättrar värmeförbrukningen hos rankinecykeln. Dock begränsas antalet förvärmarsteg utifrån ekonomiska aspekter och varierar således beroende på värmekraftverkets storlek och driftförhållanden.

## Organisk rankinecykel
Den organiska rankinecykeln (ORC) använder en organisk fluid, exmeplvis pentan, butan, eller toluen, istället för vatten och ånga. Detta gör det möjligt att använda lågtempererade värmekällor såsom soldammar och geotermisk energi för att driva cykeln. Verkningsgraden hos den organiska rankinecykeln är avsevärt lägre än motsvarande förbränningsanläggningar på grund av det mindre temperaturomfånget i cykeln. Dock kan kostnaden för cykelns värmetillförsel och avgasrening minskas kraftigt, vilket ändå kan göra ORC-kraftverk lönsamma.